# TAMA TAMA STUDIO
TAMA TAMA STUDIOは、東京都東大和市にある音楽スタジオ。2019年12月8日設立。

## 概要
主宰メンバーの前プロジェクトである 「DUM-DUM LLP」の活動からの発展した形で活動を開始。
正式名称は「（DUM-DUM ＋）TAMA TAMA STUDIO」。